# Сосон (ван Сілли)
Сосон (кор. 소성, 昭聖, Soseong, Sosŏng; пом. 800) — корейський правитель, тридцять дев'ятий володар (ван) держави Сілла (десятий ван об'єднаної Сілли).
Був онуком вана Вонсона. Зайняв трон після смерті діда 798 року, оскільки його батько, спадкоємець престолу, до того часу не дожив.
Сосон помер за дев'ятнадцять місяців після сходження на престол. Це дало поштовх відновленню боротьби за владу в державі.
800 року після смерті батька трон зайняв його син Еджан.